# Euphyia lithurga
Euphyia lithurga är en fjärilsart som beskrevs av Edward Meyrick 1911. Euphyia lithurga ingår i släktet Euphyia och familjen mätare. Inga underarter finns listade i Catalogue of Life.